# Xã Tennessee, Quận Grant, Arkansas
Xã Tennessee (tiếng Anh: Tennessee Township) là một xã thuộc quận Grant, tiểu bang Arkansas, Hoa Kỳ. Năm 2010, dân số của xã này là 761 người.